# Qin'ai de, re'ai de
Qin'ai de, re'ai de (亲爱的，热爱的S, Qīn'ài de, rè'ài deP; titolo internazionale Go Go Squid!) è una serie televisiva cinese trasmessa su Dragon TV e Zhejiang TV dal 9 al 31 luglio 2019.

## Trama
Tong Nian è un grande talento informatico che è anche una famosa cantante online, si innamora a prima vista del leggendario professionista della sicurezza informatica Han Shangyan. Si sostengono a vicenda e si battono per vincere premi in concorsi internazionali di cibersicurezza.

## Personaggi
- Tong Nian, interpretata da Yang Zi
- Gun/Han Shangyan, interpretato da Li Xian